# Thomas James Churchill

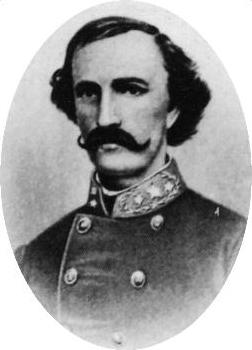
Thomas James Churchill.

Thomas James Churchill, född 10 mars 1824 nära Louisville, Kentucky, död 10 mars 1905 i Little Rock, Arkansas, var en amerikansk demokratisk politiker och generalmajor i sydstatsarmén. Han var den 13:e guvernören i delstaten Arkansas 1881-1883.

## Ungdom och mexikanska kriget
Churchill studerade juridik vid Transylvania University och deltog i mexikanska kriget. Den mexikanska armén tillfångatog honom. Efter kriget flyttade han till Little Rock och gifte sig 31 juli 1849 med Ann Sevier, dottern till Ambrose H. Sevier. Paret fick två söner och två döttrar.

## Inbördeskriget
Churchill deltog i amerikanska inbördeskriget. Han befordrades 1862 till brigadgeneral och 1865 till generalmajor.

## Guvernör
I 1880 års guvernörsval i Arkansas vann Churchill lätt mot Greenbackpartiets kandidat W.P. "Buck" Parks. Churchill kandiderade inte till omval efter en mandatperiod som guvernör.

## Gravplats
Churchills grav finns på Mount Holly Cemetery i Little Rock.